# Bam-imyeon bammada
Bam-imyeon bammada (hangeul: 밤이면 밤마다, lett. Quando cala la notte; titolo internazionale Night After Night, conosciuta anche come Every Night o When It's At Night) è una serie televisiva sudcoreana trasmessa su MBC dal 23 giugno al 19 agosto 2008.

## Trama
Kim Bum-sang è un insegnante d'arte all'università, che perde la promozione per mancanza di conoscenze. Specializzato nello studio di reperti archeologici, il suo sogno è diventare famoso e farsi un nome nel suo campo. Heo Cho-hee, invece, lavora come supervisore alla Divisione Furti di Beni Culturali sperando che ciò la aiuti a trovare suo padre, un saccheggiatore di tombe scomparso da sette anni. Quando un ladro inizia a rubare opere d'arte ai ricchi restituendole ai musei, i due si ritrovano a collaborare per catturarlo, litigando tra loro il più delle volte.

## Personaggi
- Heo Cho-hee, interpretata da Kim Sun-a e Lee Young-yoo (da giovane)
- Kim Bum-sang, interpretato da Lee Dong-gun
- Wang Joo-hyun, interpretata da Kim Jung-hwa
- Kang Shi-wan, interpretato da Lee Joo-hyun
- Jo Sang-chul, interpretato da Jo Hee-bong
- Lee Sang-ho, interpretato da Kim Jun-ho
- Oh Jong-kyu, interpretato da Kim Yong-min
- Noh Jung-pil, interpretato da Ki Joo-bong
- Heo Kyoon, interpretato da Park Ki-woong
- Heo Tae-soo, interpretato da Kim Kap-soo
- Kang Ji-yoon, interpretata da Kim Hyang-gi
- Park Jin-kook, interpretato da Kim Hyung-bum
- Hwang Man-chul, interpretato da Choi Joo-bong
- Kim Sang/Kim Hyuk-joong, interpretato da Kim Byung-ok
- Direttore, interpretato da Park Young-ji
- Jang Oh-sung, interpretato da Kim Yong-gun
- Na Dae-kil, interpretato da Kim Seung-wook
- Kim In-taek, interpretato da Lee Young-hoo
- Park Mal-soon, interpretata da Jun Won-joo
- Gong Yong-chul, interpretato da Im Jae-ho
- Lee Sun-jung, interpretata da Park Hye-won
- Impiegata, interpretata da Jo Jung-rin
- Ricettatore, interpretato da Kim Kwang-sik

## Colonna sonora
1. Title I
2. When It's At Night I (밤이면 밤마다 I)
3. Love Exploration (사랑탐험) – Buga Kingz
4. Oh My Dream (내 꿈이여) – M to M
5. Happy Rain – Oliver
6. Funny (우습지) – SG Wannabe
7. Love Exploration (Inst.) (사랑탐험 (Inst.)) – Bobby Kim
8. Oh My Dream (Inst.) (내 꿈이여 (Inst.)) – Ha Kwang-suk
9. Happy Rain (Inst.) – Ha Kwang-suk
10. Funny (Inst.) (우습지 (Inst.)) – Han Sung-ho
11. When It's At Night II (밤이면 밤마다 II) – Han Sung-ho
12. Title II – Han Sung-ho

## Riconoscimenti
| Anno | Premio               | Categoria                     | Ricevente    | Risultato       |
| ---- | -------------------- | ----------------------------- | ------------ | --------------- |
| 2008 | MBC Drama Awards     | Excellence Actor Award        | Lee Dong-gun | Vincitore/trice |
| 2008 | MBC Drama Awards     | Top Excellence Award, Actress | Kim Sun-a    | Candidato/a     |
| 2008 | Baeksang Arts Awards | Most Popular Actor (TV)       | Lee Dong-gun | Candidato/a     |